# Netelia indica
Netelia indica là một loài tò vò trong họ Ichneumonidae.